# Torresina
Torresina là một đô thị tại tỉnh Cuneo trong vùng Piedmont của Italia, vị trí cách khoảng 80 km về phía đông nam của Torino và khoảng 40 km về phía đông của Cuneo. Tại thời điểm ngày 31 tháng 12 năm 2004, đô thị này có dân số 64 người và diện tích 3,8 km².
Torresina giáp các đô thị: Igliano, Murazzano, Paroldo và Roascio.